# Stereo future
「stereo future」（ステレオ・フューチャー）は、BiSHのメジャー5作目のシングル。2018年12月5日にavex traxから発売された。

## 概要
前作「Life is beautiful/HiDE the BLUE」「NON TiE-UP」から5か月後に発売されたメジャー5作目・通算7作目のシングル。2018年11月8日、アクションゲーム「GOD EATER 3」のオープニングテーマに採用されることが発表され、「stereo future」のミュージックビデオがYouTubeに公開された。BiSH史上最高となる初動7万枚を売り上げ、オリコン週間ランキングで4位を記録。
CDは3形態で販売され、CD盤のほかに、DVD盤には2018年8月29日に東京・ZEPP TOKYOで行われたフリーライブ「TOKYO BiSH SHiNE4」のライブ映像を収めたDVDが収録されている。初回生産限定盤にはDVD盤と同様の映像のほかにstereo futureのミュージックビデオとメイキングを収録したBlu-ray、加えてDVDと同内容のライブCDを収録。また、初回生産限定盤のCDにのみ「GOD EATER 3」ゲーム内使用音源「stereo future (GOD EATER 3 Ver.)」を収録。
2019年8月6日に発表されたMTV Video Music Awards Japan 2019にて「stereo future」のミュージックビデオが最優秀オルタナティブビデオ賞を受賞。

## リリース履歴
| 発売日        | レーベル  | 最高順位 | 販売形態 | 規格品番        | 備考                          |
| ------------- | --------- | -------- | -------- | --------------- | ----------------------------- |
| 2018年12月5日 | avex trax | 4位      | CD       | AVCD-94218      | CD盤                          |
| 2018年12月5日 | avex trax | 4位      | CD+DVD   | AVCD-94217/B    | DVD盤                         |
| 2018年12月5日 | avex trax | 4位      | 2CD+BD   | AVCD-94215～6/B | 初回生産限定盤:デジパック仕様 |

## 収録曲

### CD
全作曲：松隈ケンタ、全編曲：SCRAMBLES
1. stereo future [4:32]
作詞：松隈ケンタ×JxSxK　
  - PlayStation 4 ／ Steam 用 ゲームソフト「GOD EATER 3」オープニングテーマ
2. S・H・i・T [3:37]
作詞：アユニ・D
3. stereo future(GOD EATER 3 Ver.)
  - 初回生産限定盤にのみ収録。フルサイズとは一部歌詞が異なる。

### Live CD (初回生産限定盤)
後述のDVD収録と同内容のZEPP TOKYOで行われたフリーライブ「TOKYO BiSH SHiNE4」のライブ音源を収録。

### DVD・Blu-ray

#### DVD・Blu-ray共通
2018.08.29 ZEPP TOKYO TOKYO BiSH SHiNE 4
1. NO THANK YOU
2. summertime
3. DA DANCE!!
4. 社会のルール
5. BUDOKANかもしくはTAMANEGI
6. 本当本気
7. Lonely girl
8. スパーク
9. VOMiT SONG
10. サラバかな
11. デパーチャーズ
12. ぴらぴろ
13. プロミスザスター
14. beautifulさ
15. ALL YOU NEED IS LOVE

- <Encore>

1. BiSH -星が瞬く夜に-

#### Blu-rayにのみ収録
- stereo future(Music Video)
- Making Movie

## 参加メンバー
- BiSH
  - アイナ・ジ・エンド - ボーカル
  - セントチヒロ・チッチ - ボーカル
  - モモコグミカンパニー - ボーカル
  - ハシヤスメ・アツコ - ボーカル
  - リンリン - ボーカル
  - アユニ・D - ボーカル、作詞（#2）

## ライブ映像作品
| 曲名          | 作品名                                      |
| ------------- | ------------------------------------------- |
| stereo future | BRiNG iCiNG SHiT HORSE TOUR FiNAL"THE NUDE" |
| stereo future | And yet BiSH moves.                         |
| stereo future | REBOOT BiSH                                 |
| stereo future | FROM DUSK TiLL DAWN                         |
| S・H・i・T    | BRiNG iCiNG SHiT HORSE TOUR FiNAL"THE NUDE" |
| S・H・i・T    | FROM DUSK TiLL DAWN                         |

## 収録アルバム
Stereo future
- 『CARROTS and STiCKS』 (MUSiC盤・DVD盤・初回生産限定盤に収録）
- 『FOR LiVE -BiSH BEST-』 (#5)